# Milyutinsky (huyện)
Huyện Milyutinsky (tiếng Nga: ? райо́н) là một huyện hành chính tự quản (raion), của Tỉnh Rostov, Nga. Huyện có diện tích 2104 kilômét vuông, dân số thời điểm ngày 1 tháng 1 năm 2000 là 19000 người. Trung tâm của huyện đóng ở Milutinskaya.